# Qāqelestān
Qāqelestān (persiska: قاقلستان, Qāqlestān, Qal‘eh-ye Qāqelestān) är en ort i Iran.   Den ligger i provinsen Kermanshah, i den nordvästra delen av landet, 400 km väster om huvudstaden Teheran. Qāqelestān ligger 1 314 meter över havet och antalet invånare är 181.
Terrängen runt Qāqelestān är varierad.Runt Qāqelestān är det ganska tätbefolkat, med 185 invånare per kvadratkilometer. Närmaste större samhälle är Varmenjeh, 5,8 km norr om Qāqelestān. Trakten runt Qāqelestān består till största delen av jordbruksmark.